# Экклстоун, Берни
Бернард Чарльз (Берни) Экклстоун (англ. Bernard Charles «Bernie» Ecclestone, род. 28 октября 1930[…], Бангей, Суффолк) — британский бизнесмен, почётный президент Formula One Management и Formula One Administration. Также владеет долей компании «Альфа Према», материнской компании группы компаний Формула-1. По сути, до 23 января 2017 года он являлся руководителем «Формулы-1» в целом. Также являлся совладельцем футбольного клуба «Куинз Парк Рейнджерс» до продажи его Тони Фернандесу.
Экклстоун был менеджером Стюарта Льюиса-Эванса и Йохена Риндта. В 1972 году приобрёл команду «Брэбем», которой руководил в течение 15 лет. В качестве владельца команды стал членом Ассоциации конструкторов Формулы-1. Его контроль над гонками (который начался с того, что в конце 1970-х годов он впервые продал телевизионные права) являлся преимущественно финансовым, но в соответствии с Договором согласия Экклстоун и его компании также занимались управлением, организацией и логистикой каждого Гран-при Формулы-1.

## Биография

### Ранние годы
Экклстоун родился в Сент-Питер-Саут-Элмем, графство Саффолк, в деревушке в пяти километрах к югу от городка Бангей. Вскоре его семья переехала в город Бекслихит, графство Кент, который сейчас является частью Большого Лондона.
Окончил школу в 16 лет, чтобы работать на местном газовом заводе и заниматься своим хобби — мотоциклами. Сразу после окончания Второй мировой войны Экклстоун занялся торговлей запчастями для мотоциклов и вместе с Фредом Комптоном создал агентство по продаже мотоциклов «Комптон и Экклстоун». Впервые он принял участие в гонках в 1949 году в Формуле-3 в классе 500 см³, приобретя в 1951 году Купер Mk V. Он участвовал в небольшом количестве гонок, в основном на местном автодроме Брэндс-Хэтч, но несколько раз занимал высокие места и в итоге победил. По его надеждам был нанесён удар, когда он столкнулся с Биллом Уайтхаусом и вылетел на автостоянку за пределами трассы. В конце концов финансовые трудности и риски вынудили его завершить гоночную карьеру.
| Легенда к таблице |                                                                    |
| --- | ------------------------------------------------------------------ |
| В таблице перечислены результаты всех Гран-при Формулы-1, в которых принимал участие гонщик. Строками таблицы являются сезоны, столбцами — этапы чемпионата мира. В каждой клетке указаны сокращённое название этапа и результат, дополнительно обозначенный цветом. Расшифровка обозначений и цветов представлена в нижеследующей таблице. |                                                                    |
| \| Пример \| Описание \| \| ------------ \| ------------------------------------------------------------------ \| \| 1 \| Победитель \| \| 2 \| Второе место \| \| 3 \| Третье место \| \| 5 \| Финишировал, заработав очки \| \| Сход \| Не финишировал, но при этом заработал очки \| \| 12 \| Финишировал, не получив очков \| \| НКЛ \| Финишировал, но не попал в финальную классификацию \| \| 15 \| Участвовал вне зачёта, либо по отдельной классификации \| \| 18 \| Не финишировал, но попал в финальную классификацию \| \| Сход \| Не финишировал \| \| НКВ \| Не прошёл квалификацию \| \| НПКВ \| Не прошёл предквалификацию \| \| ДСК \| Дисквалифицирован \| \| ИСК \| Исключён из протокола соревнований \| \| ТТ \| Заявлен для участия только в тренировках \| \| НС \| Участвовал в квалификации, но не стартовал в гонке \| \| Т \| Травмирован или болен \| \| ОТК \| Отказ от участия \| \| НТР \| Прибыл на соревнования, но на трассу не выезжал \| \| НПР \| Был заявлен в числе участников, но не прибыл к началу соревнований \| \| О \| Соревнования отменены \| \| \| Не участвовал \| \| Поул-позиция \| \| \| Быстрый круг \| \| |                                                                    |
| Пример | Описание                                                           |
| 1 | Победитель                                                         |
| 2 | Второе место                                                       |
| 3 | Третье место                                                       |
| 5 | Финишировал, заработав очки                                        |
| Сход | Не финишировал, но при этом заработал очки                         |
| 12 | Финишировал, не получив очков                                      |
| НКЛ | Финишировал, но не попал в финальную классификацию                 |
| 15 | Участвовал вне зачёта, либо по отдельной классификации             |
| 18 | Не финишировал, но попал в финальную классификацию                 |
| Сход | Не финишировал                                                     |
| НКВ | Не прошёл квалификацию                                             |
| НПКВ | Не прошёл предквалификацию                                         |
| ДСК | Дисквалифицирован                                                  |
| ИСК | Исключён из протокола соревнований                                 |
| ТТ | Заявлен для участия только в тренировках                           |
| НС | Участвовал в квалификации, но не стартовал в гонке                 |
| Т | Травмирован или болен                                              |
| ОТК | Отказ от участия                                                   |
| НТР | Прибыл на соревнования, но на трассу не выезжал                    |
| НПР | Был заявлен в числе участников, но не прибыл к началу соревнований |
| О | Соревнования отменены                                              |
| | Не участвовал                                                      |
| Поул-позиция |                                                                    |
| Быстрый круг |                                                                    |

| Год  | Команда       | Шасси            | Двигатель   | 1   | 2       | 3   | 4   | 5   | 6   | 7      | 8   | 9   | 10  | 11  | Место | Очки |
| ---- | ------------- | ---------------- | ----------- | --- | ------- | --- | --- | --- | --- | ------ | --- | --- | --- | --- | ----- | ---- |
| 1958 | BC Ecclestone | Connaught B Type | Alta 2.5 L4 | АРГ | МОН НКВ | НИД | 500 | БЕЛ | ФРА | ВЕЛ НС | ГЕР | ПОР | ИТА | МАР | НКЛ   | 0    |

### Владелец команды
После этой аварии Экклстоун на время ушёл из гонок, чтобы заняться вложением денег в ряд прибыльных сделок с недвижимостью и управлением фирмы «Автомобильные аукционы по выходным». Он вернулся в гонки в качестве менеджера Стюарта Льюиса-Эванса, а также приобрёл активы команды «Connaught», за которую выступали Льюис-Эванс, Рой Сальвадори, Арчи Скотт Браун и Айвор Бьюэб. В 1958 году команда была переименована в «BC Ecclestone»; в гонках участвовали машины Connaught B Type с двигателем Alta 2.5 L4. Экклстоун даже попытался сам, хотя и неудачно, пройти квалификацию Гран-при Монако 1958 года. На Гран-при Великобритании 1958 года он также был заявлен, но не участвовал — его заменял Джек Фейрмен. Он продолжил работать в качестве менеджера Льюиса-Эванса, когда он перешёл в команду «Вануолл»; Сальвадори стал руководителем команды «Купер». Льюис-Эванс получил сильные ожоги после того, как взорвался мотор на его машине во время Гран-при Марокко 1958 года и скончался шесть дней спустя; Экклстоун был потрясён и снова ушёл из гонок.
В конце 1960-х годов Берни заведовал контрактами своего друга Йохена Риндта, хотя официально не был его менеджером.
В начале сезона 1972 года Экклстоун приобрёл у Рона Торанака команду «Brabham». Сумма сделки составила 25000 фунтов. На период руководства Берни приходится расцвет команды. Нельсон Пике завоевал два чемпионских титула — в 1981 и 1983 годах, однако получить Кубок конструкторов ни разу не удалось. В 1988 году Экклстоун продал «Brabham» компании «Альфа-Ромео», а затем команда была перепродана швейцарцу Йоахиму Люти.

## Личная жизнь
Первая жена Иви Бэмфорд. Дочь Дебора (род. 1955)
Вторая жена (1986—2009) Славика Экклстоун, модель. Дочери Тамара (род. 1984), Петра (род. 1988), фотомодели.
Третья жена (с 2012) — Фабиана Флози. Сын Эйс (род. 2020).
Вечером 24 ноября 2010 года на Экклстоуна и Флози в центре Лондона напали четверо мужчин, отобрав драгоценности, в том числе кольца с бриллиантами и часы Hublot.

## Награды
- Командорский крест I степени Почётного знака «За заслуги перед Австрийской Республикой» (2000, Австрия)[14].
- Командор ордена «За заслуги перед Венгерской Республикой» (10 августа 2001, Венгрия)[15].
- Командор ордена Святого Карла (27 мая 2006 года, Монако)[16].
- Орден Дружбы (2014, Россия)[17][18][19].